# ウーゴ・アヤラ
ウーゴ・アヤラ・カストロ（Hugo Ayala Castro,1987年3月31日 - ）は、メキシコ・ミチョアカン州サパク出身の元プロサッカー選手。元メキシコ代表。現役時代のポジションはDF。

## 経歴

### クラブ
2004年にCFアトラスでプロデビュー。2009-10シーズンまで在籍。
2010年、UANLティグレスに移籍。以降5度のリーグ優勝を経験した。

### 代表
2009年からメキシコ代表に招集され、コパ・アメリカ2015や2017 CONCACAFゴールドカップに出場。2018年1月31日の対ボスニア・ヘルツェゴビナ戦で、代表戦初ゴールを記録。同年5月24日には、2018 FIFAワールドカップのメンバーに選出された。

## 代表歴

### 出場大会
- メキシコ代表
  - 2018 FIFAワールドカップ

### 試合数
- 国際Aマッチ 47試合 1得点（2009年-2018年）[1]

| メキシコ代表 | 国際Aマッチ | 国際Aマッチ |
| 年           | 出場        | 得点        |
| ------------ | ----------- | ----------- |
| 2009         | 2           | 0           |
| 2010         | 1           | 0           |
| 2011         | 0           | 0           |
| 2012         | 4           | 0           |
| 2013         | 4           | 0           |
| 2014         | 3           | 0           |
| 2015         | 10          | 0           |
| 2016         | 5           | 0           |
| 2017         | 9           | 0           |
| 2018         | 9           | 1           |
| 通算         | 47          | 1           |